# Thermaltake

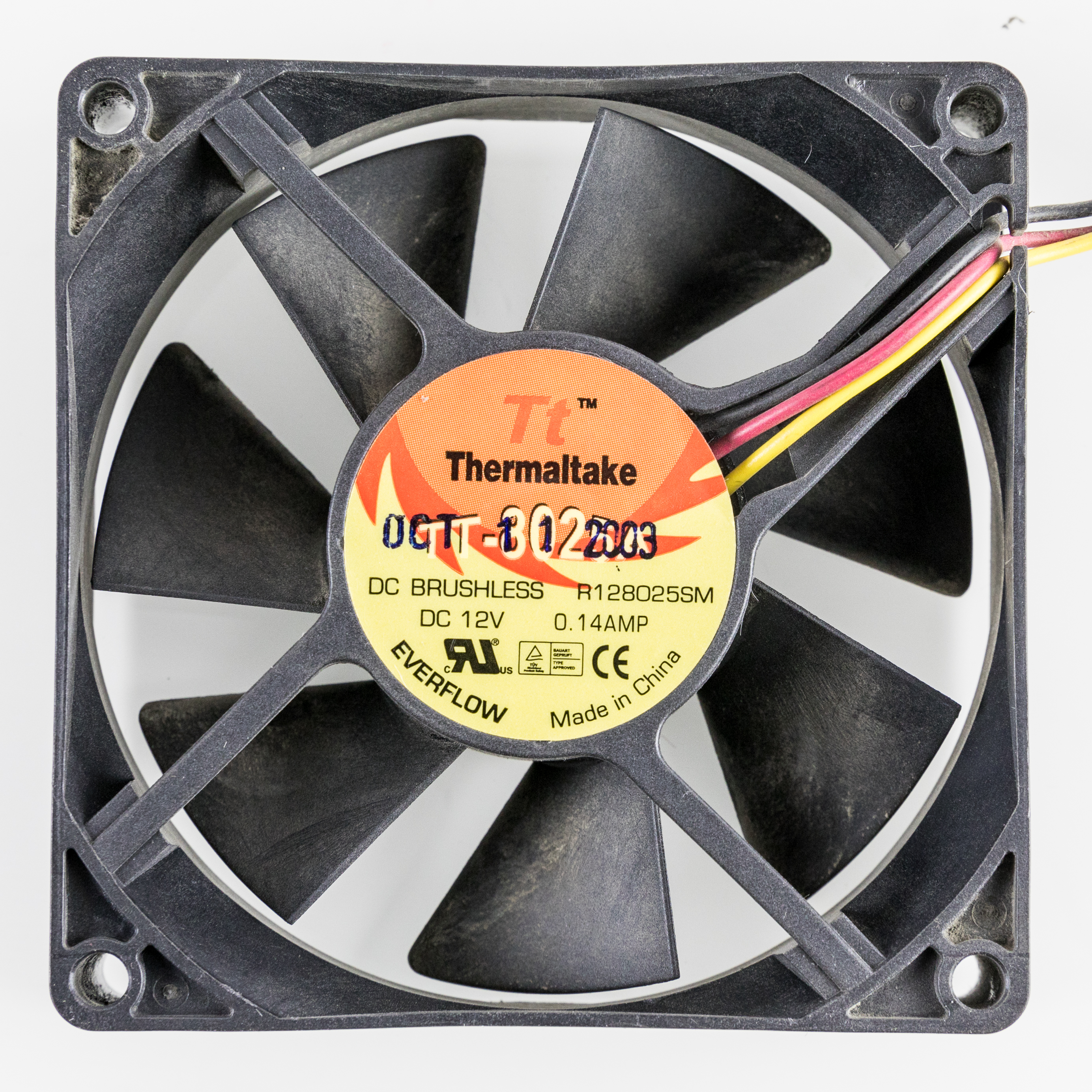
Кулер Thermaltake

Thermaltake Technology Co., Ltd. (кит.: 曜越科技) тайванський виробник корпусів для ПК, блоків живлення, пристроїв охолодження та периферійних пристроїв. Головний офіс компанії знаходиться в Тайбеї, Республіка Китай. Компанія має кілька виробничих потужностей у материковому Китаї, в тому числі великий завод у Дунгуані.

## Історія
Компанія Thermaltake була заснована в Тайвані в 1999 році. Американська штаб-квартира була заснована в той же час з офісами в Південній Каліфорнії

## Торгові марки

### Tt eSPORTS

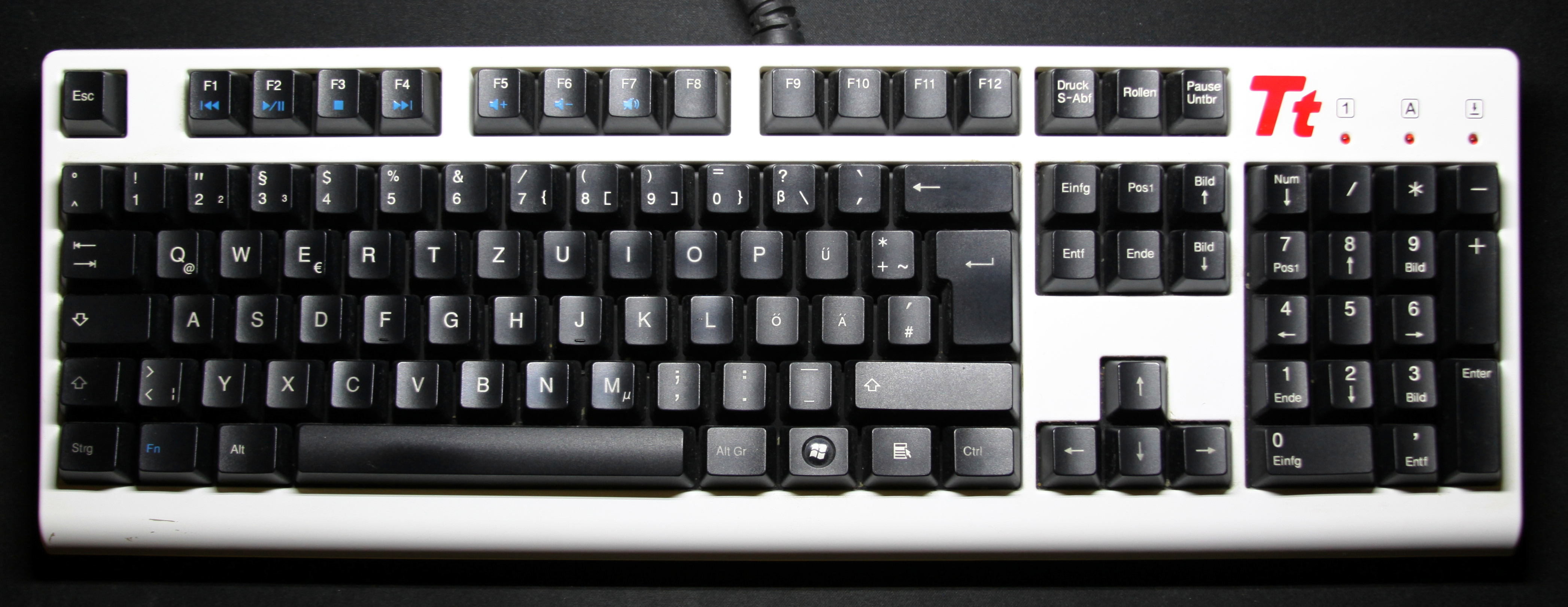
Tt eSports Meka G1 ігрова клавіатура з Cherry MX Black

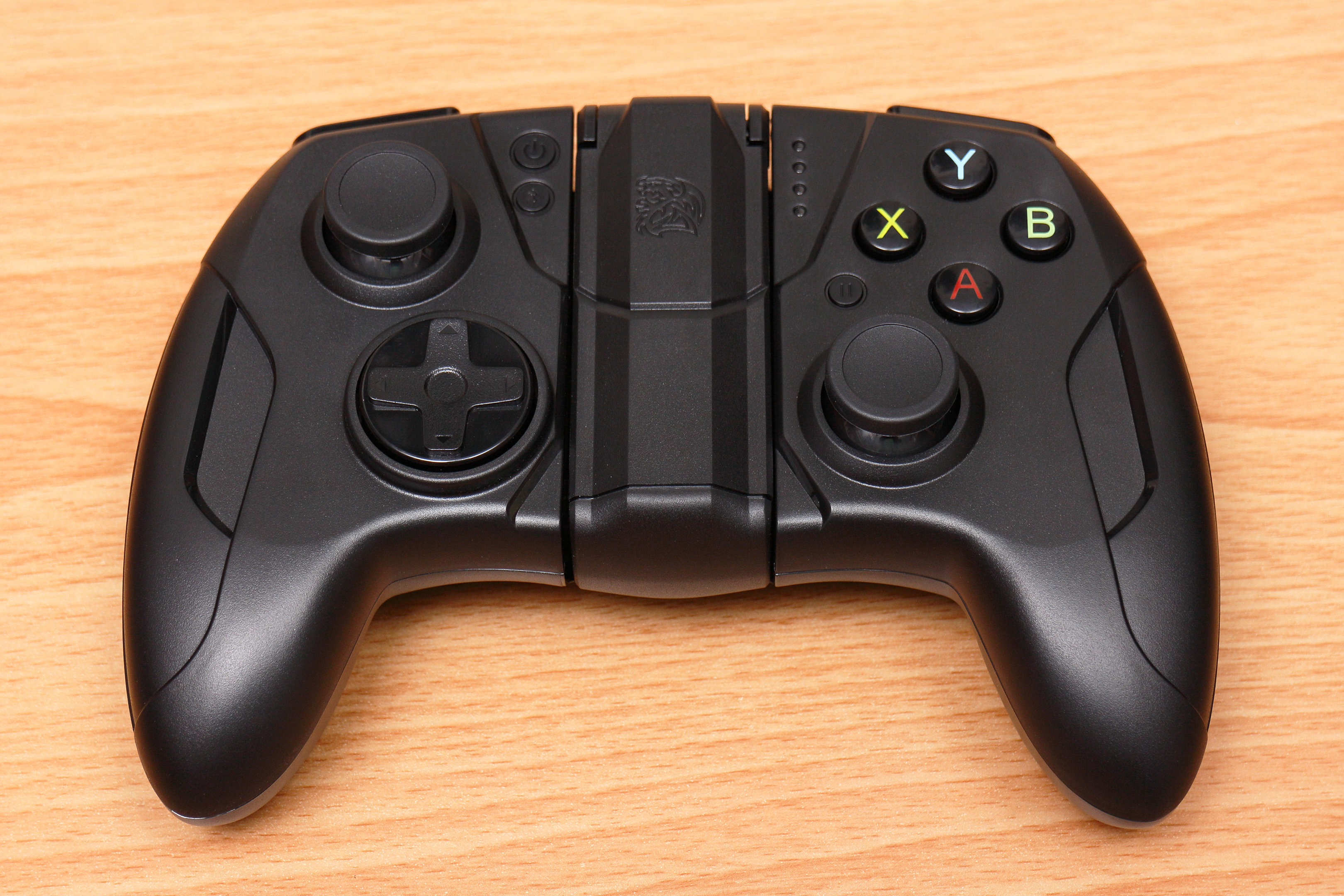
Tt eSports Contour геймпад

Під брендом Tt eSports компанія Thermaltake випускає серію ігрових мишок, комп'ютерних клавіатур та інших периферійних пристроїв, призначених для кіберспортсменів. Tt eSPORTS також спонсорує різноманітні кіберспортивні команди та стрімери по всьому світу

### LUXA2
У 2009 році Thermaltake запустила бренд аксесуарів для мобільних пристроїв під назвою LUXA2